# Espanya al Festival de la Cançó d'Eurovisió
Espanya participa ininterrompudament des del seu debut al Festival de la Cançó d'Eurovisió, és a dir, des de 1961. En aquesta primera participació, va quedar en novena posició amb la cançó Estando contigo de Conchita Bautista. Des de 1999, Espanya forma part de l'anomenat «Big Four», al costat d'Alemanya, França i el Regne Unit; ampliat amb Itàlia en 2011, i denominat «Big Five». Aquest grup de països passa directament a la final, sense haver de participar en les dues semifinals.
Espanya ha guanyat dues vegades el Festival. La primera, a Londres 1968, amb la cançó La, la, la, interpretada per Massiel, i la segona l'any següent, amb Salomé, qui va interpretar Vivo cantando.
Espanya, juntament amb Luxemburg, Suïssa, Irlanda i Israel, són els únics països que han guanyat el festival mentre han sigut amfitrions.
Espanya ha participat en el concurs en 60 ocasions, dues de les quals ha guanyat i en 29 ocasions ha quedat entre els deu primers: en 1961, 1966, 1967, 1968, 1969, 1970, 1971, 1972, 1973, 1974, 1975, 1977, 1978, 1979, 1982, 1984, 1986, 1989, 1990, 1991, 1995, 1997, 2001, 2002, 2003, 2004, 2012, 2014 i 2022. Així mateix, no ha obtingut cap punt en tres ocasions: en 1962 i 1965 —amb un sistema diferent de votació—, i en 1983, sempre empatant amb altres països. Al segle xxi, el millor resultat d'Espanya en Eurovisió ha estat un tercer lloc en 2022, amb Chanel Terrero i el tema SloMo a Torí. En la dècada dels 2010, primer amb Federico Llano i després amb Ana María Bordas i Antonio Losada com a responsables de la delegació de RTVE al festival, Espanya va quedar en la meitat baixa de la classificació amb les excepcions de 2012, quan Pastora Soler va retornar el país de nou al top 10 amb el seu tema Quédate conmigo; i en 2014, quan el tema Dancing in the Rain de Ruth Lorenzo va aconseguir una desena posició —empatada a punts amb Dinamarca en la novena.
La retransmissió del festival és l'esdeveniment no esportiu més vist a Espanya any rere any. Després d'uns anys de bones audiències en la dècada dels noranta, el fenomen Operación Triunfo, amb la participació de Rosa i la cançó Europe's living a celebration, fa que l'edició de 2002 sigui la més seguida des que hi ha estadístiques fiables d'audiència. Altres dos participants que van sortir d'aquest concurs, Beth Rodergas i Ramón del Castillo, van tenir un bon seguiment al certamen, així com una bona posició. En 2008, també es va batre un nou rècord d'audiència mitjançant l'elecció del polèmic Rodolfo Chikilicuatre, personatge de ficció interpretat per David Fernández i incubat en un late night del canal privat La Sexta.
Moltes de les cançons espanyoles que han participat en el festival han tingut un gran èxit a Espanya i algunes també a l'estranger. D'altra banda, molts han estat els cantants espanyols que han desenvolupat una important carrera posteriorment al seu pas pel concurs. Alguns d'aquests artistes són: Raphael, Julio Iglesias, Karina, Mocedades, Jaime Morey, Peret, Micky, Paloma San Basilio, Azúcar Moreno, Sergio Dalma, David Civera o Rosa López, entre d'altres. En els últims anys, són diversos els artistes que han decidit representar Espanya després d'estar consolidats al mercat musical, com Soraya, Pastora Soler, El Sueño de Morfeo o Edurne. Així mateix, ha ajudat a donar a conèixer i al fet que tinguin una carrera musical a Espanya a artistes que porten un llarg camí caminat, com és el cas de Daniel Diges, Lucía Pérez, Ruth Lorenzo, Barei o Manel Navarro.

## Espanya i el «Big Five»
Des de 1999, quatre països es classifiquen automàticament per a la final d'Eurovisió, independentment de la seva posició en la classificació de l'edició anterior. S'han guanyat aquesta condició especial per ser els quatre majors contribuents financers a la Unió Europea de Radiodifusió, sense la qual la producció del Festival de la Cançó d'Eurovisió no seria possible. Aquests països són: el Regne Unit, Alemanya, França i Espanya. A causa de la seva condició d'intocable en el festival, aquests països van arribar a ser coneguts com el «Big Four». Quan Itàlia va tornar al concurs, en 2011, es va unir a aquest grup, el qual va passar a denominar-se «Big Five».

## Sistema d'elecció: artista i cançó
RTVE, al llarg de la seva participació en el Festival, ha usat diverses fórmules per triar el seu representant i la seva cançó. En els seus primers anys, va ser a través de concursos musicals radiofònics. En 1963, provaria, per primera vegada, l'elecció interna (un dels formats més recorreguts). A mitjan seixanta, utilitzà concursos musicals amb finals nacionals en teatres. Des de 1977 fins a 1999 trià els seus intèrprets i cançons de manera interna; són artistes que comencen a triomfar en la música, i molts d'ells, avui dia, tenen fama mundial. Amb el canvi de mil·lenni, tornà als concursos musicals; però serà en 2002 quan millor exploti la fórmula amb el concurs musical d'èxit internacional Operación Triunfo. Esgotat el concurs, s'iniciaren processos en Internet per buscar el proper representant. En els anys 2012 i 2013, va tornar a recórrer a l'elecció interna com a millor mètode, acompanyat d'una gala en la qual el públic va triar la cançó. En 2014, va decidir realitzar una gala per triar al seu representant, entre 5 joves talents. En 2015, es va recórrer a una elecció interna d'artista i tema, format que no s'usava des de l'any 2006. En el 2016, després del fracàs de la seva última elecció interna, TVE va triar a 6 joves artistes amb projecció internacional per batre's en duel en una gala televisada, on, per primera vegada, un jurat internacional ajudaria a triar el representant espanyol. En 2018 i 2019, Operación Triunfo va tornar a funcionar com a preselecció després de catorze anys. Finalment, després de reunir tantes posicions pràcticament al final de la classificació, es va canviar el mètode de selecció amb la creació del Benidorm Fest, una final nacional organitzada per RTVE i la Generalitat Valenciana des de 2022.

## Participacions
Llegenda
| Any  | Seu         | Artista                      | Cançó                                    | Final               | Punts               | Semifinal                   | Punts                       |
| ---- | ----------- | ---------------------------- | ---------------------------------------- | ------------------- | ------------------- | --------------------------- | --------------------------- |
| 1961 | Canes       | Conchita Bautista            | «Estando contigo»                        | 9                   | 8                   | No va haver-hi semifinals   | No va haver-hi semifinals   |
| 1962 | Luxemburg   | Víctor Balaguer              | «Llámame»                                | 13                  | 0                   | No va haver-hi semifinals   | No va haver-hi semifinals   |
| 1963 | Londres     | José Guardiola               | «Algo prodigioso»                        | 12                  | 2                   | No va haver-hi semifinals   | No va haver-hi semifinals   |
| 1964 | Copenhaguen | Los TNT                      | «Caracola»                               | 12                  | 1                   | No va haver-hi semifinals   | No va haver-hi semifinals   |
| 1965 | Nàpols      | Conchita Bautista            | «¡Qué bueno, qué bueno!»                 | 15                  | 0                   | No va haver-hi semifinals   | No va haver-hi semifinals   |
| 1966 | Luxemburg   | Raphael                      | «Yo soy aquel»                           | 7                   | 9                   | No va haver-hi semifinals   | No va haver-hi semifinals   |
| 1967 | Viena       | Raphael                      | «Hablemos del amor»                      | 6                   | 9                   | No va haver-hi semifinals   | No va haver-hi semifinals   |
| 1968 | Londres     | Massiel                      | «La, la, la»                             | 1                   | 29                  | No va haver-hi semifinals   | No va haver-hi semifinals   |
| 1969 | Madrid      | Salomé                       | «Vivo cantando»                          | 1                   | 18                  | No va haver-hi semifinals   | No va haver-hi semifinals   |
| 1970 | Amsterdam   | Julio Iglesias               | «Gwendolyne»                             | 4                   | 8                   | No va haver-hi semifinals   | No va haver-hi semifinals   |
| 1971 | Dublín      | Karina                       | «En un mundo nuevo»                      | 2                   | 116                 | No va haver-hi semifinals   | No va haver-hi semifinals   |
| 1972 | Edimburg    | Jaime Morey                  | «Amanece»                                | 10                  | 83                  | No va haver-hi semifinals   | No va haver-hi semifinals   |
| 1973 | Luxemburg   | Mocedades                    | «Eres tú»                                | 2                   | 125                 | No va haver-hi semifinals   | No va haver-hi semifinals   |
| 1974 | Brighton    | Peret                        | «Canta y sé feliz»                       | 9                   | 10                  | No va haver-hi semifinals   | No va haver-hi semifinals   |
| 1975 | Estocolm    | Sergio y Estíbaliz           | «Tú volverás»                            | 10                  | 53                  | No va haver-hi semifinals   | No va haver-hi semifinals   |
| 1976 | La Haia     | Braulio                      | «Sobran las palabras»                    | 16                  | 11                  | No va haver-hi semifinals   | No va haver-hi semifinals   |
| 1977 | Londres     | Micky                        | «Enséñame a cantar»                      | 9                   | 52                  | No va haver-hi semifinals   | No va haver-hi semifinals   |
| 1978 | París       | José Vélez                   | «Bailemos un vals»                       | 9                   | 65                  | No va haver-hi semifinals   | No va haver-hi semifinals   |
| 1979 | Jerusalem   | Betty Missiego               | «Su canción»                             | 2                   | 116                 | No va haver-hi semifinals   | No va haver-hi semifinals   |
| 1980 | La Haia     | Trigo Limpio                 | «Quédate esta noche»                     | 12                  | 38                  | No va haver-hi semifinals   | No va haver-hi semifinals   |
| 1981 | Dublín      | José María Bacchelli         | «Y sólo tú»                              | 14                  | 38                  | No va haver-hi semifinals   | No va haver-hi semifinals   |
| 1982 | Harrogate   | Lucía                        | «Él»                                     | 10                  | 52                  | No va haver-hi semifinals   | No va haver-hi semifinals   |
| 1983 | Múnic       | Remedios Amaya               | «¿Quién maneja mi barca?»                | 19                  | 0                   | No va haver-hi semifinals   | No va haver-hi semifinals   |
| 1984 | Luxemburg   | Bravo                        | «Lady, Lady»                             | 3                   | 106                 | No va haver-hi semifinals   | No va haver-hi semifinals   |
| 1985 | Göteborg    | Paloma San Basilio           | «La fiesta terminó»                      | 14                  | 36                  | No va haver-hi semifinals   | No va haver-hi semifinals   |
| 1986 | Bergen      | Cadillac                     | «Valentino»                              | 10                  | 51                  | No va haver-hi semifinals   | No va haver-hi semifinals   |
| 1987 | Brussel·les | Patricia Kraus               | «No estás solo»                          | 19                  | 10                  | No va haver-hi semifinals   | No va haver-hi semifinals   |
| 1988 | Dublín      | La Década Prodigiosa         | «Made in Spain (La chica que yo quiero)» | 11                  | 58                  | No va haver-hi semifinals   | No va haver-hi semifinals   |
| 1989 | Lausana     | Nina                         | «Nacida para amar»                       | 6                   | 88                  | No va haver-hi semifinals   | No va haver-hi semifinals   |
| 1990 | Zagreb      | Azúcar Moreno                | «Bandido»                                | 5                   | 96                  | No va haver-hi semifinals   | No va haver-hi semifinals   |
| 1991 | Roma        | Sergio Dalma                 | «Bailar pegados»                         | 4                   | 119                 | No va haver-hi semifinals   | No va haver-hi semifinals   |
| 1992 | Malmö       | Serafín Zubiri               | «Todo esto es la música»                 | 14                  | 37                  | No va haver-hi semifinals   | No va haver-hi semifinals   |
| 1993 | Millstreet  | Eva Santamaría               | «Hombres»                                | 11                  | 58                  | Kvalifikacija za Millstreet | Kvalifikacija za Millstreet |
| 1994 | Dublín      | Alejandro Abad               | «Ella no es ella»                        | 18                  | 17                  | No va haver-hi semifinals   | No va haver-hi semifinals   |
| 1995 | Dublín      | Anabel Conde                 | «Vuelve conmigo»                         | 2                   | 119                 | No va haver-hi semifinals   | No va haver-hi semifinals   |
| 1996 | Oslo        | Antonio Carbonell            | «¡Ay, qué deseo!»                        | 20                  | 17                  | 14                          | 43                          |
| 1997 | Dublín      | Marcos Llunas                | «Sin rencor»                             | 6                   | 96                  | No va haver-hi semifinals   | No va haver-hi semifinals   |
| 1998 | Birmingham  | Mikel Herzog                 | «¿Qué voy a hacer sin ti?»               | 16                  | 21                  | No va haver-hi semifinals   | No va haver-hi semifinals   |
| 1999 | Jerusalem   | Lydia                        | «No quiero escuchar»                     | 23                  | 1                   | No va haver-hi semifinals   | No va haver-hi semifinals   |
| 2000 | Estocolm    | Serafín Zubiri               | «Colgado de un sueño»                    | 18                  | 18                  | No va haver-hi semifinals   | No va haver-hi semifinals   |
| 2001 | Copenhaguen | David Civera                 | «Dile que la quiero»                     | 6                   | 76                  | No va haver-hi semifinals   | No va haver-hi semifinals   |
| 2002 | Tallinn     | Rosa López                   | «Europe's living a celebration»          | 7                   | 81                  | No va haver-hi semifinals   | No va haver-hi semifinals   |
| 2003 | Riga        | Beth Rodergas                | «Dime»                                   | 8                   | 81                  | No va haver-hi semifinals   | No va haver-hi semifinals   |
| 2004 | Istanbul    | Ramón del Castillo           | «Para llenarme de ti»                    | 10                  | 87                  | Membre del Big 4            | Membre del Big 4            |
| 2005 | Kíev        | Son de Sol                   | «Brujería»                               | 21                  | 28                  | Membre del Big 4            | Membre del Big 4            |
| 2006 | Atenes      | Las Ketchup                  | «Un Blodymary»                           | 21                  | 18                  | Membre del Big 4            | Membre del Big 4            |
| 2007 | Hèlsinki    | D'Nash                       | «I love you mi vida»                     | 20                  | 43                  | Membre del Big 4            | Membre del Big 4            |
| 2008 | Belgrad     | Rodolfo Chikilicuatre        | «Baila el Chiki-chiki»                   | 16                  | 55                  | Membre del Big 4            | Membre del Big 4            |
| 2009 | Moscou      | Soraya Arnelas               | «La noche es para mí»                    | 24                  | 23                  | Membre del Big 4            | Membre del Big 4            |
| 2010 | Oslo        | Daniel Diges                 | «Algo pequeñito»                         | 15                  | 68                  | Membre del Big 4            | Membre del Big 4            |
| 2011 | Düsseldorf  | Lucía Pérez                  | «Que me quiten lo bailao»                | 23                  | 50                  | Membre del Big 5            | Membre del Big 5            |
| 2012 | Bakú        | Pastora Soler                | «Quédate conmigo»                        | 10                  | 97                  | Membre del Big 5            | Membre del Big 5            |
| 2013 | Malmö       | El Sueño de Morfeo           | «Contigo hasta el final»                 | 25                  | 8                   | Membre del Big 5            | Membre del Big 5            |
| 2014 | Copenhaguen | Ruth Lorenzo                 | «Dancing in the Rain»                    | 10                  | 97                  | Membre del Big 5            | Membre del Big 5            |
| 2015 | Viena       | Edurne                       | «Amanecer»                               | 21                  | 15                  | Membre del Big 5            | Membre del Big 5            |
| 2016 | Estocolm    | Barei                        | «Say Yay!»                               | 22                  | 77                  | Membre del Big 5            | Membre del Big 5            |
| 2017 | Kíev        | Manel Navarro                | «Do It for Your Lover»                   | 26                  | 5                   | Membre del Big 5            | Membre del Big 5            |
| 2018 | Lisboa      | Amaia Romero i Alfred García | «Tu canción»                             | 23                  | 61                  | Membre del Big 5            | Membre del Big 5            |
| 2019 | Tel-Aviv    | Miki Núñez                   | «La venda»                               | 22                  | 54                  | Membre del Big 5            | Membre del Big 5            |
| 2020 | Rotterdam   | Blas Cantó                   | «Universo»                               | Festival cancel·lat | Festival cancel·lat | Membre del Big 5            | Membre del Big 5            |
| 2021 | Rotterdam   | Blas Cantó                   | «Voy a quedarme»                         | 24                  | 6                   | Membre del Big 5            | Membre del Big 5            |
| 2022 | Torí        | Chanel                       | «SloMo»                                  | 3                   | 459                 | Membre del Big 5            | Membre del Big 5            |
| 2023 | Liverpool   | Blanca Paloma                | «Eaea»                                   | 17                  | 100                 | Membre del Big 5            | Membre del Big 5            |
| 2024 | Malmö       | Nebulossa                    | «Zorra»                                  | 22                  | 30                  | Membre del Big 5            | Membre del Big 5            |
| 2025 | Basilea     | Melody                       | «Esa diva»                               | 24                  | 37                  | Membre del Big 5            | Membre del Big 5            |
| 2026 | Àustria     |                              |                                          |                     |                     | Membre del Big 5            | Membre del Big 5            |

La puntuació més alta que Espanya ha obtingut en una final va ser el 1973 amb Mocedades, que van quedar en segona posició amb 125 punts d'entre 17 països amb la cançó Eres tú. En segona posició en el rànquing de la puntuació més alta estan també, al 1995, Anabel Conde amb la cançó Vuelve conmigo, i Sergio Dalma, ambdós amb 119 punts. En tercera posició, la puntuació més alta la va aconseguir Betty Missiego amb Su canción el 1979 empatada amb Karina amb En un mundo nuevo el 1971 amb 116 punts. Ara com ara, exceptuant el 1984 amb Bravo, que va obtenir 106 vots, cap altre any Espanya ha superat els 100 punts.

## Festivals organitzats a Espanya
| Edició                                | Ciutat seu | Localització           | Presentadors     |
| ------------------------------------- | ---------- | ---------------------- | ---------------- |
| Festival de la Cançó d'Eurovisió 1969 | Madrid     | Teatre Reial de Madrid | Laura Valenzuela |

## Congratulations: 50 Years of the Eurovision Song Contest
Espanya va aconseguir ser representada en la gala Congratulations, que commemorava el 50è aniversari del Festival, amb la cançó de 1973, Eres tú de Mocedades. Aquesta cançó va ser seleccionada entre les 14 millors de la història del festival a través d'un jurat expert de la Unió Europea de Radiofusió i una votació online (més tard, telefònica). Com a curiositat, és important destacar que aquesta cançó va ser un dels grans èxits de la història del certamen, però no va guanyar, sinó que va quedar en segona posició.
| Artista   | Cançó     | Posició | Punts | Any  | Posició | Punts |
| --------- | --------- | ------- | ----- | ---- | ------- | ----- |
| Mocedades | "Eres tú" | 11      | 90    | 1973 | 2       | 125   |

## Eurovision Greatest Hits
El 31 de març de 2015 es va celebrar la gala Eurovision's Greatest Hits des de l'Eventim Apollo Hammersmith de Londres per commemorar el 60 aniversari del festival organitzat per la BBC i presentat per Petra Mede (humorista sueca i presentadora del Melodifestivalen 2009, el Festival d'Eurovisió en 2013 i 2016 al costat de Måns Zelmerlöw, així com copresentadora de la primera semifinal del Melodifestivalen 2016 al costat de Gina Dirawi) i Graham Norton (actor irlandès, presentador de The Graham Norton Show des de 2007 al canal BBC One i des de 2009, comentarista del Festival d'Eurovisió de la BBC, la televisió pública britànica).
La participant en Eurovisió 2002 Rosa López va representar Espanya en la gala del 60 aniversari del festival a Londres. Rosa va interpretar un popurrí amb les candidatures espanyoles més famoses del certamen, entre les quals es trobaven el seu inoblidable Europe's living a celebration i els hits La, la, la, Vivo cantando i Eres tú.
Aquesta gala va tenir un format diferent respecte a Congratulations, ja que no va haver-hi votacions. Rosa va compartir escenari amb artistes com Emmelie de Forest, Dana International, Lordi, Loreen, Johnny Logan o Conchita Wurst, entre d'altres.
A Espanya es va presentar el 23 de maig de 2015 hores abans que donés començament la LX edició del Festival d'Eurovisió i, igual que aquesta, va tenir de comentaristes José María Iñigo i Julia Varela.
| Artista    | Cançó                           | Traducció al català       | Posició | Punts | Any  |
| ---------- | ------------------------------- | ------------------------- | ------- | ----- | ---- |
| Massiel    | "La, La, La"                    | La, La, La                | 1       | 29    | 1968 |
| Salomé     | "Vivo cantando"                 | Visc cantant              | 1       | 18    | 1969 |
| Mocedades  | "Eres tú"                       | Ets tu                    | 11      | 90    | 1973 |
| Rosa López | "Europe's living a celebration" | Europa viu una celebració | 7       | 81    | 2002 |

## Comentaristes i portaveus
Al llarg de la història del Festival, diferents locutors i portaveus han retransmès les gales i les votacions d'Espanya. Entre ells estan José María Íñigo i José Luis Uribarri. En 2015, per primera vegada va haver-hi un duo de comentaristes: José María Íñigo i Julia Varela. Des de 2018, després de la mort d'Íñigo, Tony Aguilar es qui acompanya Julia Varela com a comentarista del Festival.

## Festival d'Eurovisió de 1969: Madrid
El XIII Festival de la Cançó d'Eurovisió el va guanyar Espanya (Massiel amb la cançó "La, la, la"), per la qual cosa li va tocar a RTVE organitzar-lo l'any següent. TVE va escollir el Teatre Real de Madrid per celebrar el XIV Festival de la Cançó d'Eurovisió. A causa de les reduïdes dimensions de l'espai, es va habilitar una sala contigua al teatre, amb pantalla geganta, per albergar els molts periodistes acreditats, ja que l'aforament de la sala era molt petit. Salvador Dalí va rebre l'encàrrec de fer el cartell promocional del Festival. La direcció va estar a càrrec d'Arthur Kaps i la realització va ser de Ramón Díez.
Va ser un dels festivals més controvertits de tots els temps. TVE va haver de fer un important esforç tècnic i econòmic per a la realització d'aquest esdeveniment, que a més havia de ser en color, una cosa totalment nova per a Espanya. Al final de les votacions es va produir un fet inaudit i irrepetible: un quàdruple empat en la primera posició entre les cançons de França, el Regne Unit, els Països Baixos i Espanya.

## Altres premis d'Espanya en Eurovisió
| Any  | Seu                 | Premi                  | Categoria      | Artista         | Cançó                | Final Esc | Punts |
| ---- | ------------------- | ---------------------- | -------------- | --------------- | -------------------- | --------- | ----- |
| 2007 | Finlàndia, Hèlsinki | ESC Radio Awards       | Best Song 2007 | D'Nash          | "I love you mi vida" | 20        | 43    |
| 2003 | Letònia, Riga       | Premis Marcel Bezençon | Fan Award      | Beth Rodergas   | "Dime"               | 8         | 81    |
| 1999 | Israel, Jerusalem   | Premi Barbara Dex      |                | Lydia Rodríguez | "No quiero escuchar" | 23        | 1     |

## Audiències
La gran final del Festival de la Cançó d'Eurovisió és un dels esdeveniments televisius, no esportius, més seguits pels teleespectadors, el qual aconsegueix grans quotes de pantalla.
En les últimes 24 edicions, el festival ha acumulat una audiència mitjana de 5.396.000 espectadors (39,4%).
A continuació, es mostra una taula amb totes les dades d'audiències, des que aquestes existeixen:
| Dia de la Final | Festival | Seu                       | Representant(s)       | Espectadors: Final     | Share: Final | Emés per: Final | Espectadors: Semifinal 1                | Share: SF1                              | Emés per: SF1                           | Espectadors: Semifinal 2                | Share: SF2                              | Emés per: SF2                           |
| --------------- | -------- | ------------------------- | --------------------- | ---------------------- | ------------ | --------------- | --------------------------------------- | --------------------------------------- | --------------------------------------- | --------------------------------------- | --------------------------------------- | --------------------------------------- |
| 14 de maig      | 2022     | Itàlia (Torí)             | Chanel                | 6.835.000              | 50,8%        | La 1 i La 1 HD  | 1.245.000                               | 9,2%                                    | La 1 i La 1 HD                          | 1.491.000                               | 11,0%                                   | La 1 i La 1 HD                          |
| 22 de maig      | 2021     | Països Baixos (Rotterdam) | Blas Cantó            | 4.071.000              | 29,4%        | La 1 i La 1 HD  | 564.000                                 | 3,6%                                    | La 2 i La 2 HD                          | 600.000                                 | 4,1%                                    | La 2 i La 2 HD                          |
| 18 de maig      | 2019     | Israel (Tel-Aviv)         | Miki                  | 5.449.000              | 36,7%        | La 1 i La 1 HD  | 527.000                                 | 3,3%                                    | La 2 i La 2 HD                          | 489.000                                 | 3,1%                                    | La 2 i La 2 HD                          |
| 12 de maig      | 2018     | Portugal (Lisboa)         | Amaia i Alfred        | 7.170.000              | 43,5%        | La 1 i La 1 HD  | 746.000                                 | 4,4%                                    | La 2 i La 2 HD                          | 524.000                                 | 3,1%                                    | La 2 i La 2 HD                          |
| 13 de maig      | 2017     | Ucraïna (Kíev)            | Manel Navarro         | 3.918.000              | 27,2%        | La 1 i La 1 HD  | 506.000                                 | 2,8%                                    | La 2                                    | 461.000                                 | 2,7%                                    | La 2                                    |
| 14 de maig      | 2016     | Suècia (Estocolm)         | Barei                 | 4.492.000              | 29,8%        | La 1 i La 1 HD  | 569.000                                 | 3,1%                                    | La 2                                    | 432.000                                 | 2,4%                                    | La 2                                    |
| 23 de maig      | 2015     | Àustria (Viena)           | Edurne                | 5.958.000              | 39,3%        | La 1 i La 1 HD  | 543.000                                 | 3%                                      | La 2                                    | 516.000                                 | 3,1%                                    | La 2                                    |
| 10 de maig      | 2014     | Dinamarca (Copenhaguen)   | Ruth Lorenzo          | 5.141.000              | 35,2%        | La 1 i La 1 HD  | 626.000                                 | 3,5%                                    | La 2                                    | TVE va optar per no emetre aquesta gala | TVE va optar per no emetre aquesta gala | TVE va optar per no emetre aquesta gala |
| 18 de maig      | 2013     | Suècia (Malmö)            | El Sueño de Morfeo    | 5.369.000              | 33,1%        | La 1 i TVE HD   | TVE va optar per no emetre aquesta gala | TVE va optar per no emetre aquesta gala | TVE va optar per no emetre aquesta gala | 492.000                                 | 2,7%                                    | La 2                                    |
| 26 de maig      | 2012     | Azerbaidjan (Bakú)        | Pastora Soler         | 6.542.000              | 43,5%        | La 1 i TVE HD   | 660.000                                 | 3,8%                                    | La 2 i TVE HD                           | TVE va optar per no emetre aquesta gala | TVE va optar per no emetre aquesta gala | TVE va optar per no emetre aquesta gala |
| 14 de maig      | 2011     | Alemanya (Düsseldorf)     | Lucía Pérez           | 4.724.000              | 32,3%        | La 1            | 530.000                                 | 3%                                      | La 2                                    | 516.000                                 | 2,9%                                    | La 2                                    |
| 29 de maig      | 2010     | Noruega (Oslo)            | Daniel Diges          | 5.760.000              | 41,9%        | La 1 i TVE HD   | 660.000                                 | 4%                                      | La 2 i TVE HD                           | TVE va optar per no emetre aquesta gala | TVE va optar per no emetre aquesta gala | TVE va optar per no emetre aquesta gala |
| 16 de maig      | 2009     | Rússia (Moscou)           | Soraya Arnelas        | 5.122.000              | 35,9%        | La 1 i TVE HD   | 115.000 (en diferit)                    | 3,4%                                    | La 2                                    | 633.000 (en diferit)                    | 3,6%                                    | La 2                                    |
| 24 de maig      | 2008     | Sèrbia (Belgrad)          | Rodolfo Chikilicuatre | 9.336.000              | 59,3%        | La 1            | 1.176.000                               | 7,0%                                    | La 2                                    | TVE va optar per no emetre aquesta gala | TVE va optar per no emetre aquesta gala | TVE va optar per no emetre aquesta gala |
| 12 de maig      | 2007     | Finlàndia (Hèlsinki)      | D'Nash                | 3.373.000              | 28,0%        | La 1            | 1.037.000                               | 6,9%                                    | La 2                                    |                                         |                                         |                                         |
| 20 de maig      | 2006     | Grècia (Atenes)           | Las Ketchup           | 4.892.000              | 38,9%        | La 1            | 1.284.000                               | 8,4%                                    | La 2                                    |                                         |                                         |                                         |
| 21 de maig      | 2005     | Ucraïna (Kíev)            | Son de Sol            | 4.712.000              | 35,5%        | La 1            | 1.304.000                               | 8,8%                                    | La 2                                    |                                         |                                         |                                         |
| 15 de maig      | 2004     | Turquia (Istanbul)        | Ramón                 | 6.826.000              | 50,1%        | La 1            | 1.159.000                               | 7,8%                                    | La 2                                    |                                         |                                         |                                         |
| 24 de maig      | 2003     | Letònia (Riga)            | Beth                  | 8.790.000              | 58,4%        | La 1            |                                         |                                         |                                         |                                         |                                         |                                         |
| 25 de maig      | 2002     | Estònia (Tallinn)         | Rosa López            | 12.755.000             | 80,4%        | La 1            |                                         |                                         |                                         |                                         |                                         |                                         |
| 12 de maig      | 2001     | Dinamarca (Copenhaguen)   | David Civera          | 5.614.000              | 45,7%        | La 1            |                                         |                                         |                                         |                                         |                                         |                                         |
| 13 de maig      | 2000     | Suècia (Estocolm)         | Serafín Zubiri        | 4.056.000              | 34,8%        | La 1            |                                         |                                         |                                         |                                         |                                         |                                         |
| 29 de maig      | 1999     | Israel (Jerusalem)        | Lydia                 | 3.950.000              | 34,2%        | La 1            |                                         |                                         |                                         |                                         |                                         |                                         |
| 9 de maig       | 1998     | Regne Unit (Birmingham)   | Mikel Herzog          | 4.145.000              | 32,3%        | La 1            |                                         |                                         |                                         |                                         |                                         |                                         |
| 3 de maig       | 1997     | Irlanda (Dublín)          | Marcos Llunas         | 3.224.000 (en diferit) | 30,3%        | La 1            |                                         |                                         |                                         |                                         |                                         |                                         |
| 18 de maig      | 1996     | Noruega (Oslo)            | Antonio Carbonell     | 3.650.000              | 27,5%        | La 1            |                                         |                                         |                                         |                                         |                                         |                                         |
| 13 de maig      | 1995     | Irlanda (Dublín)          | Anabel Conde          | 4.458.000              | 35,5%        | La 1            |                                         |                                         |                                         |                                         |                                         |                                         |
| 30 de maig      | 1994     | Irlanda (Dublín)          | Alejandro Abad        | 3.037.000              | 26,1%        | La 1            |                                         |                                         |                                         |                                         |                                         |                                         |
| 15 de maig      | 1993     | Irlanda (Millstreet)      | Eva Santamaría        | 5.053.000              | 42,2%        | La 1            |                                         |                                         |                                         |                                         |                                         |                                         |
| 9 de maig       | 1992     | Suècia (Malmö)            | Serafín Zubiri        | 3.005.000              | 25,4%        | La 2            |                                         |                                         |                                         |                                         |                                         |                                         |